# St. Martin im Mühlkreis
St. Martin im Mühlkreis (auch Sankt Martin im Mühlkreis) ist eine Marktgemeinde in Oberösterreich im Bezirk Rohrbach im oberen Mühlviertel mit 3818 Einwohnern (Stand 1. Jänner 2024). Die Gemeinde liegt im Gerichtsbezirk Rohrbach.

## Geographie
St. Martin liegt auf einer Höhe von 549 m ü. A. im südöstlichen Teil des Bezirks Rohrbach im oberen Mühlviertel. Bezogen auf die naturschutzfachliche Raumgliederung gehört der Großteil des Gemeindegebietes zum Zentralmühlviertler Hochland, während das südwestliche Randgebiet an der Donau zur Raumeinheit Donauschlucht und Nebentäler gehört. Die Ausdehnung beträgt von Nord nach Süd 9,4 km, von West nach Ost 7,7 km. Die Gesamtfläche beträgt 34,88 km², womit St. Martin die drittgrößte Gemeinde des Bezirks Rohrbach ist. Mit 103 Einwohnern pro km² wies die Gemeinde 2013 zudem die sechsthöchste Bevölkerungsdichte des Bezirks auf. Das Gemeindegebiet war 2001 zu 30,7 Prozent bewaldet, 57,8 Prozent der Fläche wurden landwirtschaftlich genutzt. Im Vergleich mit dem Bundesland Oberösterreich ist St. Martin damit etwas weniger bewaldet als der Landesschnitt (Oberösterreich: 38,3 Prozent) bzw. besteht etwas mehr landwirtschaftliche Nutzfläche (Oberösterreich: 49,3 Prozent).
Der Anteil sonstiger Nutzungen (Bauflächen, Gärten, Gewässer und anderes) liegt mit rund 11,0 Prozent leicht hinter dem Oberösterreichischen Durchschnitt von 13,8 Prozent.

### Geologie und Böden
Die Landschaft des Gemeindegebietes ist ein Teil der Böhmischen Masse und gehört zum südöstlichen Teil des Granithochlandes. Das Gelände fällt dabei von Nord nach Süd vom Böhmerwald zur Donau hin ab und ist durch tief eingeschnittene Bäche geprägt. Die Böhmische Masse geht dabei auf ein sehr altes Gebirge zurück, dass durch die Variszische Gebirgsbildung im
Paläozoikum (Karbon) entstand. Nach der starken Erodierung des variszischen Hochgebirges kam es während der alpidischen Gebirgsbildung im Tertiär zur Anhebung des verbliebenen Rumpfes der Böhmischen Masse um mehrere 100 Meter, wodurch metamorphe Gesteine wie Granite und Gneis sowie geologische Brüche und Störungen entstanden. In weiterer Folge kam es im Tertiär und Quartär zur Ablagerung von Sedimenten. 
Das Gemeindegebiet ist heute durch  Mittelgebirgshochflächen sowie den Kerbtälern zum Donautal hin gekennzeichnet, wobei sich St. Martin über eine Höhe zwischen 270 und 600 m ü. A. erstreckt. Im Gemeindegebiet besteht überwiegend Migmatitgneis, Perlgneis und grobkörniger Gneis. 
Mit den Abtragungsformen verknüpft sind alte Verwitterungsdecken wie tiefgründig aufgemürbtes, kaolinisiertes Grundgestein und Braunlehmdecken. Als Bodenart bestehen Böden der Braunerde-Podsolreihe aus Kristallin vor, in tiefen Lagen sowie auf nährstoffreicherem Granit und Gneis überwiegt Braunerde.

### Ortsteile der Gemeinde
Das Gemeindegebiet umfasst folgende Ortschaften (in Klammern Einwohnerzahl Stand 1. Jänner 2024):
- Adsdorf (111)
- Allersdorf (81)
- Anzing (326)
- Dunzendorf (75)
- Erdmannsdorf (110)
- Falkenbach (65)
- Falkenberg (115)
- Gerling (374) mit dem Wohndorf Bimberg
- Grub (44)
- Kobling (73)
- Lanzersdorf (150)
- Mahring (139)
- Neuhaus an der Donau (33)
- Oberhart (158)
- Plöcking (226)
- Reith (46)
- Ritzersdorf (170)
- Sankt Martin im Mühlkreis (1279)
- Unterhart (101)
- Untermühl (46)
- Windischberg (42)
- Windorf (54)

### Nachbargemeinden
Nachbargemeinden sind Kirchberg ob der Donau im Westen, Kleinzell im Mühlkreis im Nordwesten, Niederwaldkirchen im Nordosten, Herzogsdorf im Osten und Feldkirchen an der Donau im Südosten (beide Bezirk Urfahr-Umgebung) sowie Aschach an der Donau im Südosten und Hartkirchen im Südwesten (beide Bezirk Eferding).
| Kleinzell im Mühlkreis |                                             | Niederwaldkirchen        |
| Kirchberg ob der Donau | Kompassrose, die auf Nachbargemeinden zeigt | Herzogsdorf              |
| Hartkirchen            | Aschach an der Donau                        | Feldkirchen an der Donau |

## Geschichte
Urkundlich wurde Sankt Martin erstmals 1242 erwähnt. Ursprünglich unter der Lehnshoheit der Passauer Bischöfe, war der Ort während der Napoleonischen Kriege mehrfach u. a. von Bayern besetzt. Seit 1814 gehört der Ort endgültig zu Oberösterreich.
Nach dem Anschluss Österreichs an das Deutsche Reich am 13. März 1938 gehörte der Ort zum Gau Oberdonau. Nach 1945 erfolgte die Wiederherstellung Oberösterreichs.
Sankt Martin wurde im Jahr 1984 zum Markt erhoben. Ursprünglich war die Gemeinde ab 1850 Teil des Gerichtsbezirks Neufelden, nach dessen Auflösung wurde sie jedoch per 1. Jänner 2003 dem Gerichtsbezirk Rohrbach zugeschlagen.
→ Schloss Neuhaus an der Donau
→ Lauerturm (St. Martin im Mühlkreis)

## Bevölkerung

### Bevölkerungsstruktur
2013 lebten in der Gemeinde St. Martin 3.586 Menschen, womit St. Martin die bevölkerungsreichste Gemeinde des Bezirks war. Ende 2001 waren 95,1 Prozent der Bevölkerung österreichische Staatsbürger (Oberösterreich 92,8 Prozent, Bezirk Rohrbach 96,9 Prozent), bis zum Jahresbeginn 2013 stieg der Wert auf 97,7 Prozent (Oberösterreich 91,1 Prozent, Bezirk Rohrbach 96,9 Prozent) an. Insgesamt wurden 2013 in der Gemeinde 84 Ausländer gezählt, die zu 92 Prozent aus Europa stammten. Der höchste Anteil fiel dabei auf Staatsbürger der Türkei (46 Prozent) vor den EU-Ausländern (42 Prozent). Insgesamt lebten in St. Martin 2013 144 Menschen mit einem ausländischen Geburtsland, davon waren 36 Prozent in der Türkei geboren und 64 Prozent in einem der EU-Länder. 2001 war hier Deutschland das wichtigste Geburtsland der in der EU Geborenen gewesen. Zur römisch-katholischen Kirche bekannten sich 2001 89,7 Prozent der Einwohner (Oberösterreich: 88,6 Prozent), 3,8 Prozent waren ohne Bekenntnis, 4,4 Prozent islamischen Glaubens und 0,8 Prozent evangelisch.
Der Altersdurchschnitt der Gemeindebevölkerung wich 2001 in allen Segmenten stärker vom Landesdurchschnitt ab. 21,9 Prozent der Einwohner von St. Martin waren jünger als 15 Jahre (Oberösterreich: 18,8 Prozent), 63,9 Prozent zwischen 15 und 59 Jahre alt (Oberösterreich: 61,6 Prozent). Der Anteil der Einwohner über 59 Jahre lag mit 14,2 Prozent unter dem Landesdurchschnitt von 20,2 Prozent. Der Altersdurchschnitt der Bevölkerung von St. Martin veränderte sich in der Folge vor allem in den ersten zwei Segmenten. Der Anteil der unter 15-Jährigen sank per 1. Jänner 2013 stark auf 16,8 Prozent, während sich der Anteil der Menschen zwischen 15 und 59 Jahren auf 70,1 Prozent deutlich erhöhte. Der Anteil der über 59-Jährigen fiel leicht auf 13,2 Prozent. Nach dem Familienstand waren 2001 49,5 Prozent der Einwohner von St. Martin ledig, 43,5 Prozent verheiratet, 4,3 Prozent verwitwet und 2,8 Prozent geschieden.

### Bevölkerungsentwicklung
Die Einwohnerzahl der Gemeinde St. Martin stieg zwischen 1869 und 2013 um 73 Prozent, womit die Bevölkerungsentwicklung im Gegensatz zu den meisten Gemeinden des Bezirks vergleichsweise wenig unter der Entwicklung im Bundesland Oberösterreich lag. Im Bezirksschnitt hatte, war die Einwohnerentwicklung stagniert. Ein entscheidendes Bevölkerungswachstum besteht in der Gemeinde jedoch erst seit der zweiten Hälfte des 20. Jahrhunderts. Davor war die Einwohnerzahl weitgehend stagniert. So wuchs die Einwohnerzahl zwischen 1869 und 1910 leicht um 12 Prozent, ging jedoch bis 1951 praktisch wieder auf den Ausgangswert von 1869 ab. In der zweiten Hälfte des 20. Jahrhunderts stieg die Einwohnerzahl in der Gemeinde sukzessive an, wobei zwischen 1971 und 2001 mit Wachstumsraten zwischen 11 und 19 Prozent pro Jahrzehnt die stärksten Zuwächse verzeichnet wurden. Zuletzt stagnierte die Einwohnerzahl seit dem Jahrtausendwechsel. Grund für die hohen Zuwachsraten in der zweiten Hälfte des 20. Jahrhunderts sowohl ein hoher Geburtenüberschuss wie eine deutliche Zuwanderung. Die Zuwanderung schwächte sich jedoch in den 1990er Jahren ab und entwickelte sich in der Folge zu einer zunehmenden Abwanderung. Das Wanderungsminus konnte aber bisher durch den Geburtenüberschuss ausgeglichen werden, sodass die Einwohnerentwicklung seit 2001 stagniert.

## Kultur und Sehenswürdigkeiten

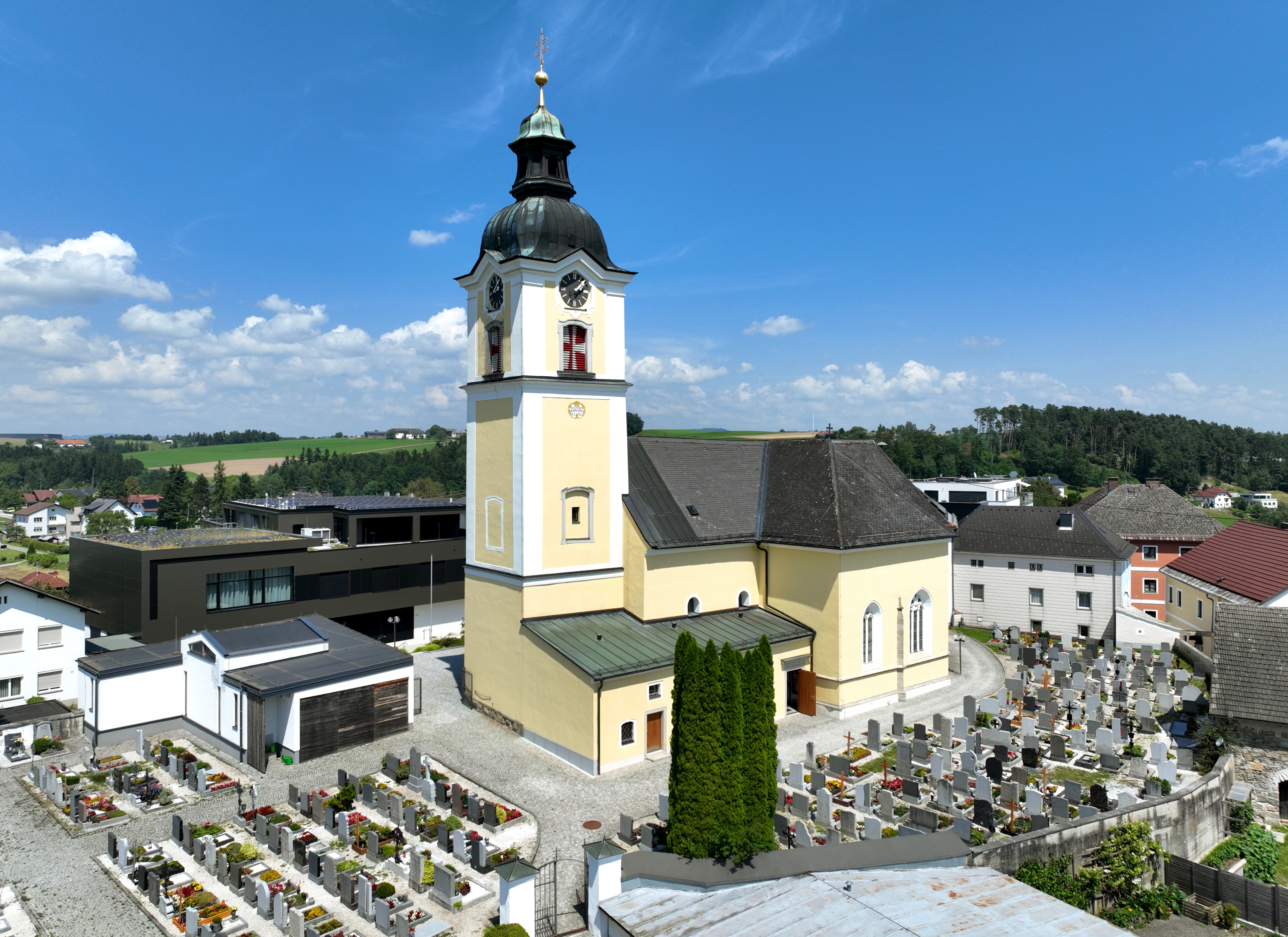
Pfarrkirche St. Martin im Mühlkreis

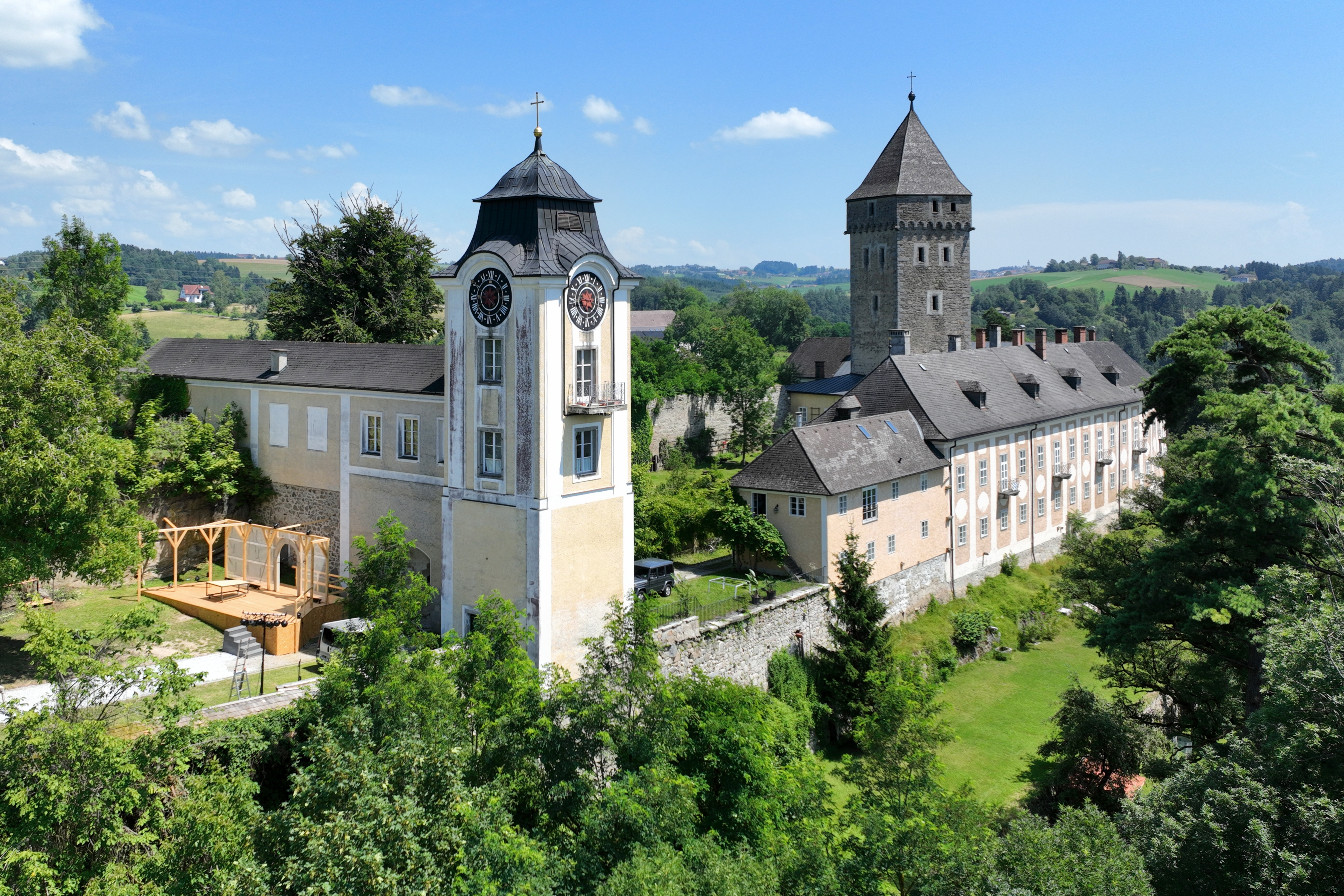
Schloss Neuhaus an der Donau

### Bauwerke
- Katholische Pfarrkirche St. Martin im Mühlkreis
- Schloss Neuhaus an der Donau

### Sport und Freizeit
In St. Martin gibt es einen Fußballverein. Erst 2012/13 wurde er Meister in der Landesliga Ost und spielen seit 2013/14 in die Oberösterreich Liga.
Ebenso gibt es in St. Martin einen Judo-, Faustball-, Ski-, Tennis- und Stockschießverein.
St. Martin beherbergt auch eine der erfolgreichsten Bewerbsfeuerwehren des Landes Oberösterreich. Ihr stehen 11 Landesmeister- und 9 Vizelandesmeistertitel sowie 3 Bundesmeistertitel zu Buche. Sowohl mehrmalige Qualifikation zur Feuerwehrolympiade. Im Jahr 2017 konnte die Aktivgruppe den Weltmeistertitel und die Jugendmannschaft den Vize-Weltmeistertitel bei den Internationalen Feuerwehrwettwämpfen in Villach erreichen.

## Wirtschaft und Infrastruktur
Die Marktgemeinde St. Martin im Mühlkreis war auch nach dem Zweiten Weltkrieg noch großteils von der Landwirtschaft geprägt. Die große Ausnahme bildeten die Steinbrüche in Plöcking, in welchen mehrere Firmen bereits um die Jahrhundertwende 200 bis 250 Mann beschäftigt hatten. Die größte Arbeitgeber der Marktgemeinde sind die Natursteinverarbeiter Strasser Steine, die Kühlmöbelfirma Hauser und die Baufirma Gebrüder Lang. Neben 13 Gastronomiebetrieben ist seit 1999 die Großraumdiskothek „Empire“ im Ort ansässig. Außerdem beherbergt St. Martin im Mühlkreis die älteste heute noch existierende Brauerei Österreichs, die Brauerei Hofstetten, welche 1229 erstmals geschichtlich erwähnt wurde und in der im Jahre 1449 erstmals nachweislich Bier gebraut wurde. Seit 1847 ist die Brauerei im Besitz der Familie Krammer.

### Arbeitsstätten und Beschäftigte
St. Martin beherbergte 2001 zwei Arbeitsstätten mit 100 oder mehr Beschäftigten sowie zusätzlich acht Betriebe mit 20 oder mehr Beschäftigten. Insgesamt ergab die im Rahmen der Volkszählung durchgeführte Arbeitsstättenzählung 123 Arbeitsstätten mit 1.031 Beschäftigten (ohne Landwirtschaft), wobei 90 Prozent unselbständig Beschäftigte waren. Die Anzahl der Arbeitsstätten war dabei gegenüber dem Jahr 1991 um 39 (plus 46 Prozent) gestiegen, die Anzahl der Beschäftigten erhöhte sich um 125 Personen (plus 14 Prozent). Wichtigster Wirtschaftszweig war 2001 der Bereich der Sachgütererzeugung mit 21 Arbeitsstätten und 376Beschäftigten (36 Prozent aller Beschäftigten), wobei sich darunter auch die zwei größten Arbeitsstätten der Gemeinde befanden. Dahinter folgte der Handel mit 28 Arbeitsstätten und 194 Beschäftigten (19 Prozent) vor dem Bauwesen mit 10 Arbeitsstätten und 144 Beschäftigten (14 Prozent). Weitere wichtige Branchen waren das Unterrichtswesen sowie der „Bergbau und Gewinnung von Steinen und Erden“ mit 9 bzw. 6 Prozent der Beschäftigten. 42 Prozent der in St. Martin Beschäftigten waren Angestellte oder Beamte, 43 Prozent Arbeiter und 9 Prozent Betriebsinhaber.
Von den in St. Martin 2010 lebenden 2077 Erwerbspersonen waren nur 2,1 Prozent arbeitslos. Von den 2.034 Erwerbstätigen waren 444 in der Sachgütererzeugung (22 Prozent), 291 im Handel (14 Prozent) und 191 im Gesundheits- und Sozialwesen (9 Prozent) beschäftigt. Weitere wichtige Branchen waren das Bauwesen mit einem Anteil von 8 Prozent, die Öffentliche Verwaltung sowie die Land- und Forstwirtschaft mit je 7 Prozent. Von den 1.986 Erwerbstätigen aus St. Martin (ohne temporär von der Arbeit abwesende Personen erwerbstätigen Einwohnern) gingen 2010 573 Personen in St. Martin ihrer Beschäftigung nach. 1.413 bzw. 71 Prozent mussten zur Arbeit auspendeln. Von den Auspendlern hatten 51 Prozent ihre Arbeitsstätte in der Landeshauptstadt Linz, 13 Prozent im Bezirk Rohrbach, 11 Prozent im Bezirk Urfahr-Umgebung und 8 Prozent im Bezirk Linz-Land. Wichtigste Auspendlergemeinden neben Linz waren Ottensheim, die Bezirkshauptstadt Rohrbach, Feldkirchen an der Donau, Leonding sowie Neufelden und Walding. Im Gegenzug pendelten 689 Menschen nach St. Martin ein, wobei 60 Prozent aus dem Bezirk Rohrbach stammten. Wichtigste Herkunftsgemeinden waren Kleinzell im Mühlkreis, Linz, St. Peter am Wimberg, Niederwaldkirchen und Feldkirchen an der Donau.

## Politik

### Gemeinderat
Der Gemeinderat als oberstes Gremium der Gemeinde umfasst 25 Sitze und wird alle sechs Jahre im Zuge oberösterreichweiter Gemeinderatswahlen gewählt. Der Gemeindevorstand setzt sich aus sieben Mitgliedern zusammen, wobei die Österreichische Volkspartei (ÖVP) nach der Gemeinderatswahl 2021 mit dem Bürgermeister, dem Vizebürgermeister und drei weiteren Mitgliedern im Gemeindevorstand vertreten ist und damit in diesem Gremium die absolute Mehrheit stellt. Die Sozialdemokratische Partei Österreichs (SPÖ) und die MFG–Österreich Menschen – Freiheit – Grundrechte (MFG) entsenden je ein weiteres Mitglied.
Stärkste Fraktion im Gemeinderat ist seit jeher die ÖVP, die in der Zeit ab 1973 immer die absolute Stimmen- und Mandatsmehrheit erreichte und teilweise sogar über eine Zweidrittelmehrheit verfügte. Die ÖVP erreichte dabei in diesem Zeitraum zwischen 62,4 und 75,5 Prozent, wobei sie ihr bestes Ergebnis seit 1973 bei der Wahl 1979 und ihr schlechtestes Ergebnis 1997 einfuhr. Zweitstärkste Partei im Gemeinderat von St. Martin war bisher immer die SPÖ, die seit 1973 Wahlergebnisse zwischen 20,7 Prozent (1979) und 30,9 (2003) Prozent erreichen konnte. Die Freiheitliche Partei Österreichs (FPÖ) trat in der Zeit zwischen 1973 und 2015 ebenfalls bei jeder Wahl an und kam auf 3,9 bis 11,3 Prozent. Bei der letzten Gemeinderatswahl 2021 kam die ÖVP auf 57,71 Prozent bzw. 15 Mandate, die SPÖ erreichte 21,29 Prozent bzw. 5 Mandate, die MFG erhielten 10,96 Prozent bzw. 3 Mandate und die GRÜNEN kamen auf 10,04 Prozent bzw. 2 Mandate.

### Bürgermeister
Der Bürgermeister wird seit 1997 in einer Direktwahl bestimmt, wobei es bei keiner absoluten Mehrheit für einen Kandidaten zu einer Stichwahl kommt. Die erste Bürgermeisterdirektwahl konnte Heinz Mittermayr (ÖVP) mit 69,0 Prozent gegen den Kandidaten der SPÖ im ersten Wahlgang für sich entscheiden. 2003 wurde er ebenfalls im ersten Wahlgang mit 78,8 Prozent im Amt bestätigt. Mittermayr übergab 2008 sein Amt an den bisherigen Vizebürgermeister Wolfgang Schirz (ÖVP), der 2009 von der Bevölkerung im ersten Wahlgang mit 77,5 Prozent im Amt bestätigt wurde. 2015 wählten 68,26 Prozent der Bevölkerung erneut Wolfgang Schirz (ÖVP) zum Bürgermeister. Im Jahr 2021 wurde durch die Direktwahl Manfred Lanzersdorfer (ÖVP) mit 68,03 Prozent zum Bürgermeister gewählt.

### Sonstige Wahlen
Wie bei Gemeinderatswahlen dominiert die ÖVP auch bei Landtagswahlen in der Gemeinde. Die ÖVP wurde im Zeitraum ab 1973 immer stimmenstärkste Partei, 1979 erreichte sie mit 71,5 Prozent sogar eine Zweidrittelmehrheit. Ihr niedrigstes Ergebnis fuhr die ÖVP 1991 mit 55,6 Prozent ein. Zweitstärkste Partei war bei Landtagswahlen immer die SPÖ, die Wahlergebnisse zwischen 18,9 und 29,5 Prozent für sich verbuchen konnte. Ihr bestes Ergebnis hatte die SPÖ dabei 1973, ihr schlechtestes 2009. Drittstärkste Partei war bis 1997 die FPÖ, die im Zeitraum ab 1973 zwischen 3,0 und 17,7 Prozent erzielte. Ihr bestes Ergebnis hatte die FPÖ dabei 1991. 2003 wurde die FPÖ jedoch kurzfristig von den Grünen als drittstärkste Partei bei Landtagswahlen abgelöst, wobei die Grünen 9,0 Prozent erreichten. Bei der Landtagswahl 2009 kam die ÖVP mit 57,9 Prozent erneut auf den ersten Platz. Die SPÖ kam nur noch auf 18,9 Prozent und musste damit fast 10 Prozent ihrer Stimmenanteile abgeben. Die FPÖ konnte die Grünen wieder überholen und kam auf 11,6 Prozent, die Grünen erreichten mit 8,8 Prozent ihr bisher zweitbestes Ergebnis. 2015 erreichten die ÖVP 59,41 Prozent, die SPÖ 27,38 Prozent und die FPÖ 13,20 Prozent Stimmen der Bevölkerung. Bei der letzten Landtagswahl 2021 kam die ÖVP mit 57,71 Prozent erneut auf den ersten Platz. Die SPÖ erhielt 21,29 Prozent und die MFG erreichte bei ihrer ersten Kandidatur 10,96 Prozent. Die Grünen kamen auf 10,04 Prozent.

### Wappen
Offizielle Beschreibung des Gemeindewappens: Unter rotem Schildhaupt in Silber ein roter Mantel, gespalten durch ein silbernes, gestürztes Schwert mit blauem Griff, eingeschaltet von einem blauen, erhöhten Sparren, dessen Spitze das Schildhaupt überdeckt. Die Gemeindefarben sind Blau-Weiß-Rot.

## Persönlichkeiten

### Söhne und Töchter der Gemeinde
- Ignaz Hinterleithner (1898–1973), Schriftsteller, Pädagoge und Politiker (SPÖ)

### Mit der Gemeinde verbundene Persönlichkeiten
- Julian Buschberger (* 1993), Musiker und Songwriter
- Eduard Planck von Planckburg (1841–1918), Gutsbesitzer sowie Landtags- und Reichsratsabgeordneter der Liberalen Partei